# Старообрядческая улица (Москва)
Старообря́дческая улица — улица, расположенная в Юго-Восточном административном округе города Москвы на территории района Лефортово и Нижегородского района.

## История
Улица названа по старообрядческому Рогожскому кладбищу, к которому она примыкает.
В 1964 году переименована в честь Василия Ермолаевича Войтовича (1891—1917) — рабочего, командира отряда красногвардейцев вагоноремонтных мастерских Московско-Курской железной дороги (бывший завод имени В. Е. Войтовича). Постановлением Правительства Москвы от 19 апреля 2005 года № 247-ПП улице было возвращено старое название.

## Расположение
Старообрядческая улица начинается от развязки шоссе Энтузиастов с Третьим транспортным кольцом, идёт на юг. С востока к улице примыкают Шепелюгинский и Упорный переулки, Перовский проезд. Старообрядческая улица заканчивается, переходя в улицу Рогожский Посёлок.

## Примечательные здания и сооружения

### по нечётной стороне
- Дом 31а — Рогожское кладбище.

### по чётной стороне
- Дом 12 — Гостиница «Ворота» (3 звезды).
- Дом 30б — ветеринарная «На Старообрядческой».
- Дом 32, корпус 2 — «Гута-Страхование».
- Дом 36 — Western Union, Юнистрим.
- Дом 40 — здание бывшей Рогожской тяговой подстанции.

## Транспорт
- Станции метро «Площадь Ильича» Калининской линии и «Римская» Люблинско-Дмитровской линии и платформа «Серп и Молот» Курского направления МЖД — в 1 км на запад от начала улицы.
- Платформы «Москва-Товарная» и «Калитники» Курского направления МЖД — в 1,26 и 1,28 км от центра улицы.